# Hudong Xincun
Hudong Xincun är ett stadsdelsdistrikt i Kina. Det ligger i Pudong i storstadsområdet Shanghai, i den östra delen av landet, omkring 13 kilometer öster om den centrala stadskärnan. Antalet invånare är 112 031. Befolkningen består av 55 568 kvinnor och 56 463 män. Barn under 15 år utgör 8,0 %, vuxna 15-64 år 79 %, och äldre över 65 år 11,0 %.